# ويسدم أميي
ويسدم أميي (بالإيطالية: Wisdom Amey) هو لاعب كرة قدم إيطالي، ولد في 11 أغسطس 2005 في باسانو دل غرابا في إيطاليا.

## وصلات خارجية
- ويسدم أميي على موقع قاعدة بيانات كرة القدم.إي يو (الإنجليزية)
- ويسدم أميي على موقع Soccerway.com (الإنجليزية)
- ويسدم أميي على موقع عالم كرة القدم.نت (الإنجليزية)
- ويسدم أميي على موقع GSA (الإنجليزية)